# ملکوت (رمان کوتاه)
ملکوت رمان کوتاهی از بهرام صادقی (۱۳۶۳–۱۳۱۵)، نویسنده ایرانی است. ملکوت با روایت حلول جن در آقای مودت شروع می‌شود. داستان این کتاب در یک نشست چند ساعته نوشته شده‌است.  این داستان که اولین بار در جلسات ادبی جنگ اصفهان خوانده شد تنها اثر بلند بهرام صادقی است. فیلم ملکوت به کارگردانی خسرو هریتاش، محصول ۱۳۵۵ برداشت آزادی از این کتاب است.

## داستان
در ساعت یازده شب چهارشنبه آن هفته جن در آقای مودت حلول کرد. میزان تعجب آقای مودت را پس از بروز این سانحه، با علم به اینکه چهره او به‌طور طبیعی همیشه متعجب و خوشحال است، هر کس می‌تواند تخمین بزند. آقای مودت و سه نفر از دوستانش، در آن شب فرح‌بخش مهتابی، بساط خود را بر سبزه باغی چیده بودند…

## ترجمه
ملکوت توسط مترجم مغربی احمد موسی به عربی ترجمه و انتشارات الربیع در قاهره آن را به سال ۲۰۱۸ منتشر و چاپ کرده‌است.
همچنین سعید سلیمانی این رمان را به زبان کُردی (سورانی) ترجمه کرده و انتشارات یانۀ قلم در سلیمانیه آن را در سال ۲۰۱۰ به چاپ رسانده‌است.